# 手島知佳
手島 知佳（てしま ちか、1980年9月27日 - ）は、大分県出身の日本の柔道家。現役時代の階級は78kg級。身長は162cm。得意技は内股。

## 人物
柔道は6歳の時に始めた。杵築中学3年の時には全国中学校柔道大会の56kg超級に出場して準決勝まで全て一本で勝ち上がると、決勝では日下部基栄以来史上2人目の3連覇を狙っていた大宮中学3年の薪谷翠を判定ながら破って優勝を飾った。杵築高校2年の時には高校選手権の78kg級で3位になった。3年の時には全国女子体重別の決勝で帝京大学2年の松崎みずほに敗れて2位だった。1999年には筑波大学へ進学すると、1年の時には体重別と正力杯で3位だったが、優勝大会ではチームの初優勝に貢献した。アジア選手権では3位だったが、全日本ジュニアでは決勝で天理高校2年の五戸芳を破って優勝した。全国女子体重別では昨年に続いて決勝で松崎に敗れて2位にとどまった。2年の時には優勝大会で3位だったが、全国女子体重別では決勝で埼玉大学4年の森島直美を破って優勝を飾った。3年の時には優勝大会でチームの2度目の優勝に貢献した。4年の時には学生体重別と優勝大会でそれぞれ3位だった。2003年には警視庁に警察官として入庁すると、体重別で3位だったものの、全国警察柔道選手権大会の無差別では優勝を飾った。

## 主な戦績
- 1995年 -　全国中学校柔道大会　優勝56kg超級
- 1998年 -　高校選手権　3位
- 1998年 -　全国女子体重別　2位
- 1999年 -　体重別　3位
- 1999年　- 正力杯　3位
- 1999年 -　優勝大会　優勝
- 1999年 -　アジア選手権　3位
- 1999年 -　全日本ジュニア　優勝
- 1999年 -　アメリカ国際　優勝
- 1999年 -　カナダ国際柔道大会　2位
- 1999年 -　全国女子体重別　2位
- 2000年 -　優勝大会　3位
- 2001年 -　ベトナム国際柔道大会　優勝
- 2000年 -　全国女子体重別　優勝
- 2001年 -　優勝大会　優勝
- 2002年　- 学生体重別　3位
- 2002年 -　優勝大会　3位
- 2003年 -　体重別　3位
- 2003年 -　全国警察柔道選手権大会　優勝
- 2005年 -　全国警察柔道選手権大会　2位

(出典、JudoInside.com)